# Puceron lanigère du pommier
Eriosoma lanigerum
Espèce
Le puceron lanigère du pommier (Eriosoma lanigerum) est une espèce d'insectes hémiptères de la famille des Aphididae, aptère, originaire d'Amérique. Sa cible principale étant le pommier, cela justifie son nom vernaculaire.
Dans le même genre Eriosoma, on trouve l'espèce Eriosoma lanuginosum Hartig, 1839, dont la cible est l'orme champêtre (Ulmus minor).
D'autres pucerons sont aussi appelés lanigères, comme Adelges tsugae Annand, 1924, le puceron lanigère de la pruche, introduit en Amérique du Nord.

## Description

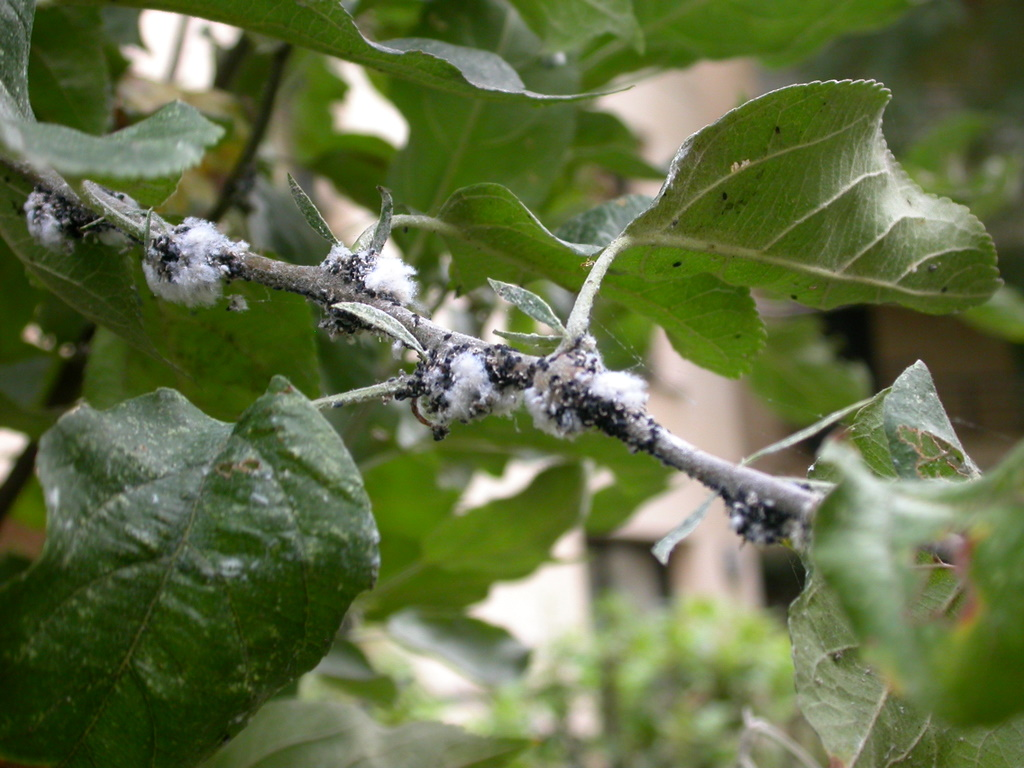
Pommier infesté de pucerons lanigères

Les adultes sont de couleur marron et mesurent environ 2 mm de long. Ils sont recouverts d’un abondant amas cotonneux blanc. Les cornicules sont peu visibles.

## Propagation
Dans son pays d'origine, ce puceron possède une phase sexuée sur son hôte primaire, l'orme d'Amérique (Ulmus americana). En Europe, il se reproduit uniquement par parthénogenèse sur le pommier. On l'observe également sur le cognassier, très rarement sur le poirier.
Les larves et les femelles aptères hivernent, réfugiées sous l'écorce, dans des anfractuosités du tronc, des chancres, ou sur les racines au voisinage du collet. La reprise d'activité intervient au début du printemps, en mars-avril, et les femelles commencent à se reproduire, chacune d'elles engendrant plus de 100 larves et donnent naissance à une dizaine de générations en 6 mois.

## Nuisance

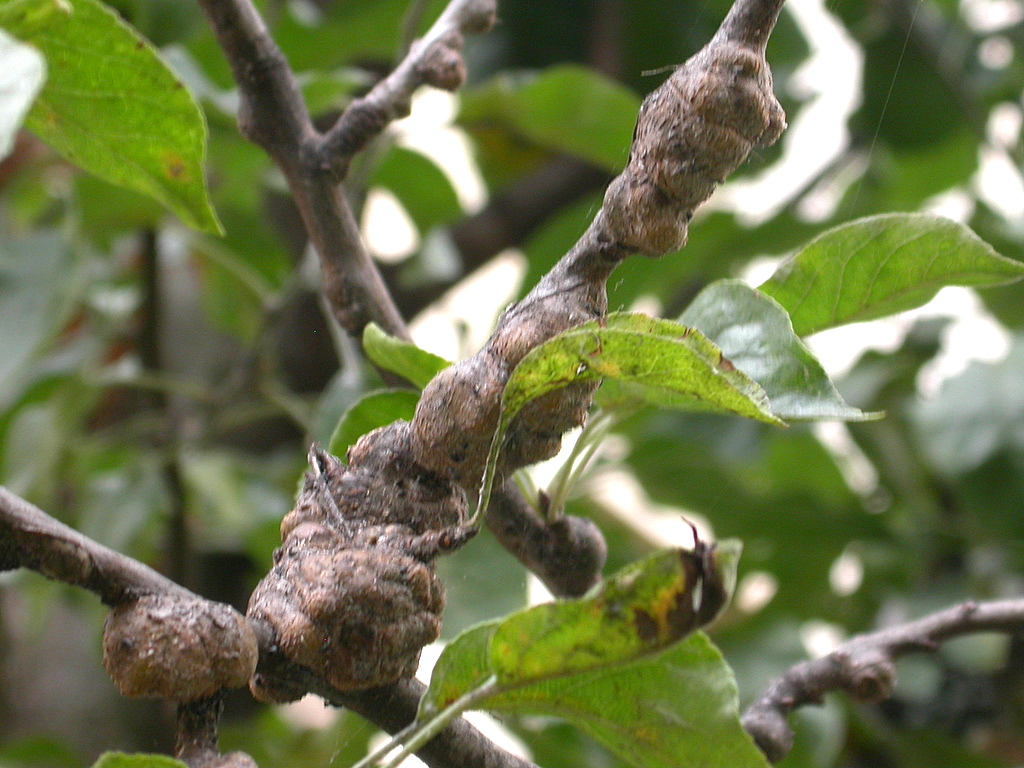
Nodosités dues à l'infection par la salive du puceron lanigère

Les pucerons lanigères s’attaquent aux parties ligneuses de l’arbre, aux fleurs et aux jeunes pousses pour y extraire la sève.
À la suite de leurs piqûres et de l'injection d'une salive toxique, les feuilles se crispent et s'enroulent. Les rameaux se couvrent de boursouflures et de chancres pouvant atteindre la grosseur d'une noix et empêchant la bonne circulation de la sève.
La pruinosité abondante peut tacher les fruits. Les arbres atteints peuvent mourir s'ils ne sont pas traités.

## Traitements
Il est difficile d'éradiquer le puceron lanigère car sa protection « laineuse » le protège de certaines attaques chimiques. Le traitement est possible par rapide carbonisation au chalumeau pour de petites infections ou par passage d'alcool à brûler, au pinceau ou à la brosse à dents, sur les colonies. Veiller à brûler les parties taillées atteintes.
Quand l'attaque est de faible ampleur, un passage de brosse à dents ou de jet d'eau à forte pression directement sur les zones atteintes permet de déloger les pucerons facilement.

### Traitements biologiques
- Le chaulage des troncs, à l'automne avec un badigeon de cendre (ou de chaux, interdite en agriculture biologique) est très efficace contre les pucerons.
- Application d'huile de colza (ou autre huile végétale), l'huile ayant une action asphyxiante.
- Savon noir dilué à 5 %. Le savon noir a une action asphyxiante et toxique sur les insectes à une certaine dose, et permet de nettoyer la fumagine causée par le miellat. Il faut choisir du savon noir agricole, sans adjuvants (colorant, parfum et produits de synthèse).
- Limiter les fourmis car elles élèvent et protègent les pucerons pour leur miellat. Il existe pour cela des bandes de glu.
- La Guêpe parasitoïde Aphelinidae (Aphelinus mali) pond ses œufs dans le corps des pucerons lanigères. En grandissant les larves de guêpe dévorent leur hôte. La présence de ce prédateur est favorisée par la culture de phacélie à proximité du verger.
- Les Coccinellidae (coccinelles), également prédatrices de ce nuisible. Ces insectes vivent facilement en Europe où ils sont assez répandus. Les forficules (perce-oreilles) semblent être également de bons auxiliaires dans la lutte contre ce puceron.
- les capucines forment une bonne couverture vivante du sol, que l'on sème autour des arbres, à l'aplomb de la périphérie de la couronne des pommiers, dans les zones menacées par le puceron lanigère, ce qui a aussi une importance en tant que régulateur du métabolisme subtil de la vie du sol et des plantes. Le jus fraîchement pressé des feuilles de capucine se caractérise par une forte odeur piquante et sert à chasser le puceron lanigère. Humidifier les emplacements atteints avec le jus[2].
- De même, diverses préparations insecticides telles que le purin d'ortie, le purin de fougère aigle ou une décoction de tabac en pulvérisation sur l'arbre sont réputées efficaces sans que cela semble prouvé scientifiquement.

Certains porte-greffes tels que  G.41, MM.106, MM111 et M116 sont résistants au puceron lanigère.

### Traitements chimiques
Un acaricide moyennement efficace à base de vamidothion (dénommé « Kilval ») était anciennement utilisé mais il est interdit depuis 2002. Les molécules autorisées en France sont le thiamethoxam, la pirimicarbe, la clothianidine et le spirotétramate
Après la chute des feuilles, appliquer une huile d'hiver.

## Synonymes
- Eriosoma lanigerum, Hausmann, 1802
- Coccus mali, Bingley, 1803
- Aphis lanata, Salisbury, 1816
- Eriosoma mali, Leach, 1818
- Myzoxylus mali, Blot, 1831
- Aphis lanigerum, Hausmann, 1802,
- Myzoxylus laniger
- Myzoxylus lanigerus, Hausmann, 1802
- Schizoneura lanigera, Gillette, 1908
- Aphis lanigera